# 怡保深斋中学
怡保深斋中学（英语：Shen Jai High School）是位于马来西亚霹雳州怡保的一所华文独立中学。该校创办于1959年，原位于客家公会会管旁，2001年迁至现址，即务边路，而原校址已改做深斋商学院。胡万铎先生为该校永久名誉董事长。胡恩林（2019-）则为该校董事部董事长

## 校史
- 1960年1月4日，校舍落成。当时校址位于霹雳客家公会会管旁。校名“深斋”乃纪念会长胡曰皆之令尊胡深斋。[2]
- 1961年，政府颁布《1961年教育法令》，为了维护母语教育，该校拒绝改制。
- 1965年，政府取消小学升中学考试，严重影响新生来源。
- 1970年，开办LCCI商科班。
- 1973年，霹雳独中复兴运动展开，此后新生人数逐渐回升。
- 1981年，因学生人数增加，董事会在客家公会右侧加建六间木板教室。
- 1984年，在六间木板教室旁多建二间教室。
- 1986年，首相马哈迪·莫哈末到访，并宣布拨款10万令吉。
- 1989年，图书馆、办公室及专修部教室冷气化，并设语言实验室。
- 1990年，八间木板教室冷气化。
- 1992年，旧食堂和办公室拆除，建一座四层行政楼，设有食堂、教师办公室、行政室、讲堂、电脑实验室、打字室及教室。另外董事部购得位于务边路的15英亩地段（即现址）计划迁校用途。
- 1993年，原四层的行政楼，添第五层。
- 1995年，董事长建议高中数理课本改用英文版因而引起一场风波。
- 1996年，因班级增加，将体育室辟为教室，另外在客家公会与木板教室之间建一间体育室。
- 1999年10月24日，新校舍动土礼。
- 2001年1月3日，迁入新校舍开课，学生宿舍同步启用。原本的校舍作为深斋商学院。
- 2003年，高中理科班开始用英文本，初中数理科开始双轨制。
- 2006年，扎实英语中心（JEC）开幕。
- 2011年，学生宿舍和食堂扩建。
- 2015年，更换新学生校服。[3]
- 2017年，新礼堂建成。
- 2019年，60周年校庆，由学生呈献"灯海表演"。

## 传统与文化

### 校歌
请看我深斋，如旭日耀高空

宏室巍巍，多士济济，努力竞为雄

洁我品德，博我知术，强我体魄，为国效忠

毋忘多年，启发丰功

## 历任校长
- 1960-1972年：胡润灌校长
- 1973-1975年：陈元忠校长
- 1976-1984年：沈亭校长
- 1985-1991年：吴建成校长
- 1991-1996年：谭福海校长
- 1996-2001年：薛美花校长
- 2001-2003年：邓光校长
- 2004-2020年：何家珍校长
- 2021-2024年：谢符财校长
- 2024年-2025年7月 ：朱榮熙校長
- 2025年8月-：杨来福校长